# Julio Argote
Julio Enrique Argote Silva (Lima
16 de enero de 1958) es un exfutbolista y entrenador peruano que jugaba como extremo.

## Trayectoria
Debutó el año 1974 en FBC Melgar equipo con el cual fue animador de la Primera División en ese año.
El año 1976 llega a Deportivo Municipal donde destacó en 8 temporadas hasta 1983 registrando un aproximado de 187 partidos. Fue integrante del último gran equipo edil, ese que salió subcampeón nacional en 1981 y que al año siguiente actuó por única vez en la Copa Libertadores.
Se retiró en 1984 jugando en el equipo de su ciudad natal Octavio Espinosa. 
Una vez retirado como futbolista activo y orientó su actividad como Director Técnico, siendo ayudante de campo en varios periodos por el Deportivo Municipal, alternando en comandados técnico de la talla de Juan Eduardo Hohberg, César Cubilla entre otros.
Posteriormente fue entrenador del Deportivo Municipal interinamente en 1987 y en el año 2013 dirigió oficialmente.
Entre 2011 y 2012 dirigió al Esther Grande de Bentín.

## Clubes

### Como jugador
| Club                | País | Año         |
| ------------------- | ---- | ----------- |
| FBC Melgar          | Perú | 1974 - 1975 |
| Deportivo Municipal | Perú | 1976 - 1983 |
| Octavio Espinosa    | Perú | 1984        |

### Como entrenador
| Club                           | País | Año         |
| ------------------------------ | ---- | ----------- |
| Deportivo Municipal (Interino) | Perú | 1987        |
| Cultural 13 de Enero           | Perú | 2010        |
| Esther Grande de Bentín        | Perú | 2011 - 2012 |
| Deportivo Municipal            | Perú | 2013        |
| Deportivo Municipal            | Perú | 2021        |